# بعد هاوسدورف

تقديرٌ لبعد هاوسدورف للسواحل بريطانيا العظمى

في الرياضيات، بعد هاوسدورف هو عدد حقيقي مرتبط بفضاء متري.
قُدم هذا المفهوم عام 1918 من طرف عالم الرياضيات فيليكس هاوسدورف.